# Knutsford (stacja kolejowa)
Knutsford (ang. Knutsford railway station) – stacja kolejowa w miejscowości Knutsford, w hrabstwie Cheshire, w Anglii. Stacja znajduje się 35 km na południe od Manchester Piccadilly na Mid-Cheshire Line. Linia łączy Chester poprzez Altrincham z Manchester Piccadilly. Stacja obsługuje ok. 272 804 pasażerów rocznie (dane za rok 2021/2022).

## Historia
Stacja Knutsford otwarto dla pasażerów 12 maja 1862 wraz z linią między Knutsford i Altrincham. Pociągi do Northwich rozpoczęły kursy dnia 1 stycznia 1863 roku. Usługi były obsługiwane przez Cheshire Lines Committee aż do nacjonalizacji 1 stycznia 1948.

## Linie kolejowe
- Mid-Cheshire Line